# Paul Marchand
Pour les articles homonymes, voir Marchand.
Paul Marchand, né le 1er octobre 1961 à Amiens et mort le 21 juin 2009 à Paris, est un reporter de guerre et écrivain français,. Ses reportages au Liban, puis dans l'ex-Yougoslavie, lui valent en 1994 le Prix spécial du jury du Prix Bayeux-Calvados des correspondants de guerre.

## Biographie
Étudiant à l'institut d'études politiques de Grenoble, Paul Marchand fait ses premières armes de journaliste dans une petite radio privée, Radio 100, sous la direction d'Hélène Tavelle. Dans le même temps, il suit des cours de criminologie et effectue son stage à la morgue d'un hôpital. 
À peine âgé de 22 ans, il abandonne ses études et part comme grand reporter à Beyrouth en pleine guerre. Six mois plus tard, il est correspondant de Radio-France et de plusieurs médias canadiens. Pendant de nombreuses années, il est le seul journaliste occidental à exercer à Beyrouth-Ouest, du côté musulman. Le gouvernement français considérant qu'il est en danger, l'expulse de force à Chypre : Paul Marchand s'enfuit et retourne à Beyrouth-Ouest. En 1987, il échappe de peu à la prise d'otages dont est victime Roger Auque. Il prend la fuite dans une ruelle tandis qu'on lui tire dessus. Malgré cet événement il décide de rester au Liban. À cette époque, il parvient à tisser un lien de confiance avec le leader druze Walid Joumblatt. 
Après la guerre civile du Liban, il couvre la guerre du Golfe puis la guerre de Bosnie-Herzégovine. Personnage flamboyant et provocateur, il sillonne la ville de Sarajevo assiégée à bord d'une Ford Sierra à l'arrière de laquelle il a inscrit: « Don’t waste your bullets, I am immortal. » (Ne gaspillez pas vos cartouches, je suis immortel) et dans laquelle, sono à fond, résonne la chanson Sympathy for the Devil de son groupe favori, les Rolling Stones. En 1993, alors qu'il est au volant de sa voiture avec sur le siège passager, le reporter Philippe Lobjois, et à l'arrière sa traductrice et alors petite-amie Boba Lizdek, il est grièvement blessé au bras par un sniper et perd beaucoup de sang mais reste conscient jusqu'à son arrivée à l'hôpital. Rapatrié d'urgence en France où il subit 60 opérations et perd l'usage de son bras droit, il doit mettre fin à sa carrière de grand reporter, non sans une courte incursion en Tchétchénie.
Il se tourne alors vers la littérature, apprenant à écrire de la main gauche. Installé à Montréal au Québec à la fin des années 1990, il multiplie les sorties publiques à la télévision, la radio et dans les salons du livre et s'attire l'hostilité d'une partie du milieu médiatique local. Sa passe d'armes avec Denise Bombardier, lors d'une entrevue au Salon international du livre de Québec en 1999, défraie la chronique. En France, il effectue quelques apparitions télévisées comme chroniqueur dans une émission d'Anne Sinclair. Quatre romans sont publiés entre 1997 et 2007. Son roman le plus célèbre est Sympathie pour le diable, publié en 1997 et qui sera adapté au cinéma sous le même titre en 2019.
Véritable écorché vif, humaniste et jusqu'au-boutiste, parfois excessif et toujours sensible, en 2009, il se suicide par pendaison dans son appartement parisien. Il laisse derrière lui une fille, Asta, née en 2001, et un fils, Tarek, né en 1990. Incinéré au crématorium du Père Lachaise, il est inhumé au cimetière de Montmartre à Paris.
Apprenant sa mort, Michel Tavelle, écrivain et journaliste grenoblois, écrit : « Paul avait une addiction au risque. C'était, aussi, un mélange de nitroglycérine et d'huile d'amandes douces. » L'écrivain québécois d'origine haïtienne Stanley Péan lui rend hommage par une chanson inspirée du style des Rolling Stones, le groupe fétiche de Marchand : After All the Battles, dont la musique est signée par le guitariste et compositeur Stephen Johnston.

## Œuvre littéraire
- Sympathie pour le diable, Lanctôt éditeur, 1997  (ISBN 2-89485-026-3).
- Sympathie pour le diable Tome 2 - Morituri te salutant, Lanctôt éditeur, 1999  (ISBN 2-89485-065-4)[4].
- Ceux qui vont mourir, éditions Grasset, 2001  (ISBN 2-246-57591-5).
- J'abandonne aux chiens l'exploit de nous juger, éditions Grasset, 2003  (ISBN 2-246-62591-2)[5].
- Le Paradis d'en face, éditions Grasset, 2007  (ISBN 2-246-63931-X).

## Filmographie
Annoncé depuis 2006, le film Sympathie pour le diable, adapté du roman éponyme de Paul Marchand, sort sur grand écran le 27 novembre 2019. Le scénario est écrit par Guillaume Vigneault, Jean Barbe et le réalisateur Guillaume de Fontenay. Le tournage a lieu à Sarajevo durant l'hiver 2018,. C'est l'acteur Niels Schneider qui joue le rôle de Paul Marchand.